# Oscar Rodríguez Naranjo
Oscar Rodríguez Naranjo (El Socorro, Santander, 1907-Bucaramanga, 2006) fue un pintor colombiano. Aclamado por sus seguidores como el Velásquez suramericano; por su gran factura artística que le imprimía a sus obras, cabe subrayar su excelente manejo en las técnicas del claroscuro y el glassis, técnicas solo aplicadas magistralmente por maestros del color. Gran colorista en sus pinturas al óleo y anatomista con las esculturas históricas que creó.
Es significativo mencionar que el maestro Rodríguez Naranjo, le fueron avaladas con sus respectivos sellos y firmas en los espaldares, tres obras que elaboró en el museo louvre de París a mediados del siglo XX. Los directores y curadores de este emblemático recinto histórico artístico le otorgaron magno reconocimiento por la gran calidad y factura artística; dicho reconocimiento describe " validas después de los originales de los grandes Maestros del Renacimiento" las obras de Óscar Rodríguez Naranjo. Los artistas que alcanzó a interpretar y descifrar su técnica son; Antonio Corregio, El Greco y Pedro Pablo Rubens. 
Rodríguez Naranjo, inicia en la pintura a la edad de 7 años en su ciudad natal (Socorro, Santander) para luego estudiar en la Escuela Nacional de Bellas Artes de Bogotá. Gracias a su talento consiguió obtener becas para continuar sus estudios en la Académie Julian y la Académie de la Grande Chaumière de París. 
Regresó de Francia durante la Segunda Guerra Mundial y se estableció en Bucaramanga donde se dedicó a la enseñanza. En esa época Rodríguez Naranjo realizó una serie de pinturas que le darían fama en toda Colombia. En 1941 fue nombrado Director of the Academia de Bellas Artes de Bucaramanga.
Los principales temas de su obra fueron los retratos, desnudos y paisajes. Destacan entre sus obras los ídilicos e idealizados retratos de la antigua población indígena de Colombia y los paisajes tropicales (árboles y ciénagas) de su tierra natal. Junto con Segundo Agelvis, Domingo Moreno Otero, Carlos Gómez Castro, Martín Quintero, Pacheco de Suratá y Humberto Delgado,  Rodríguez Naranjo fue uno de los artistas más insignes y representativos de la región colombiana de Santander.

## Esculturas
Las esculturas más notables de Rodríguez Naranjo son las siguientes:
- Estatua de José Antonio Galán en el parque del Socorro
- Estatua de Antonia Santos en el parque del Socorro

## Exposiciones y colecciones públicas
Las colecciones suyas más importantes son las siguientes:
- 1929, Casa del Estudiante, Bogotá
- 1931, I Salón de Artistas Colombianos, Bogotá
- 1933, Centro de Historia de Santander, Bucaramanga
- 1938, Académie Julian, Exposición anual, Paris, France
- 1943, Muestra Anual, Academia de Bellas Artes, Colegio Santander, Bucaramanga
- 1945, Muestra de la Academia de Bellas Artes, Bucaramanga
- 1951, Museo de Antioquia, Medellín
- 1959, Exposición de Artistas Santandereanos, Bucaramanga
- 1963, Banco de la República, Bucaramanga.
- 1975, Paisaje, Museo de Arte Moderno (MAM), Bogotá
- 1981, Antología 365 años de Pintura en Santander, Corporación Cultural Luis Perú De la Croix, Bucaramanga.
- 1981, Retrospectiva, Retratos, Cámara de Comercio, Bucaramanga
- 1983, Artistas del Socorro, Casa de la Cultura, El Socorro, Santander.
- 1987, Paisaje en Santander, Banco de la República, Bucaramanga.
- 1994, Forma y Color Colombia, Hotel La Fontana, Bogotá.
- 2006, Forma y Color Colombia, Galería Actualidad, Bucaramanga